# Kazan (manga)
Pour les articles homonymes, voir Kazan (homonymie).
Kazan (火山, littéralement Volcan) est un manga dessiné et scénarisé par Gaku Miyao, et publié en sept volumes. Il est publié intégralement en France par Ki-oon.
Il est prépublié par Young King Ours, puis publié par Shōnen Gahōsha.

## Résumé
C'est l'histoire d'un jeune garçon, Kazan, qui veut retrouver son amie Elsie, enlevée par un démon sans visage. Son père est mort, alors qu'il a vendu son fils pour une louche d'eau... à ce démon sans visage. Il rencontrera des compagnons, comme une sorcière et une fille de l'eau appelée Fawna. Kazan est toujours accompagné de son aigle, Kamushin[réf. nécessaire].

## Personnages
- Kazan
- Elsie
- Fawna
- Kamushin (aigle de Kazan)